# Ozren Bonačić
Ozren Bonačić (* 5. Januar 1942 in Zagreb) ist ein ehemaliger jugoslawischer Wasserballspieler. Er gewann bei Olympischen Spielen je eine Gold- und Silbermedaille, bei Weltmeisterschaften eine Bronzemedaille und bei Europameisterschaften drei Bronzemedaillen.

## Karriere
Der 1,96 m große Ozren Bonačić spielte für Mladost Zagreb und für VK Partizan Belgrad. In den 1960er und 1970er Jahren war Partizan Belgrad meist jugoslawischer Meister, unterbrochen lediglich von Mladost Zagreb. In seinen 18 Jahren bei Mladost (1960–1978) war Bonačić viermal jugoslawischer Meister.
Zwischen 1964 und 1976 absolvierte Bonačić 275 Länderspiele für die Jugoslawische Wasserballnationalmannschaft. Bei den Olympischen Spielen 1964 in Tokio wurde er in sechs Spielen eingesetzt. Die jugoslawische Mannschaft gewann sechs ihrer sieben Spiele, das Spiel gegen die Ungarn endete 4:4. Die Ungarn gewannen die Goldmedaille wegen der besseren Tordifferenz vor den Jugoslawen. Zwei Jahre später siegte bei der Europameisterschaft 1966 in Utrecht die sowjetische Mannschaft vor der Mannschaft aus der DDR, die Jugoslawen erhielten die Bronzemedaille. 1967 gewannen die Jugoslawen den Titel bei den Mittelmeerspielen 1967 in Tunis vor Italien und Spanien.
1968 bei den Olympischen Spielen in Mexiko-Stadt belegten die Jugoslawen in ihrer Vorrundengruppe den zweiten Platz hinter den Italienern. Nach einem 8:6-Halbfinalsieg über die Ungarn siegten die Jugoslawen im Finale mit 13:11 gegen die Mannschaft aus der Sowjetunion. Im Finale erzielten nur vier Jugoslawen und zwei Spieler aus der Sowjetunion Tore, Ozren Bonačić traf dreimal. 1970 bei der Europameisterschaft in Barcelona siegte die Mannschaft aus der Sowjetunion vor den Ungarn und den Jugoslawen. Bei den Mittelmeerspielen 1971 in Izmir wiederholte sich das Ergebnis von 1967, Jugoslawien gewann vor Italien und Spanien.
Bei den Olympischen Spielen 1972 in München erreichten die Jugoslawen als Zweite ihrer Vorrundengruppe die Finalrunde und belegten dort den fünften Platz. Bonačić erzielte insgesamt vier Turniertore. 1973 fand in Belgrad die erste Weltmeisterschaft statt. Die Ungarn siegten vor der sowjetischen Mannschaft und den Jugoslawen. Im Jahr darauf verteilten sich die Medaillen bei der Europameisterschaft 1974 in Wien wie bei der Weltmeisterschaft im Vorjahr. Die Ungarn hatten drei Punkte Vorsprung vor der sowjetischen Mannschaft, die zwei Gegentore weniger auswies als die Jugoslawen. Bei der Weltmeisterschaft 1975 in Cali hatte sich die jugoslawische Mannschaft bereits für die Endrunde qualifiziert, als ihr Vorrundenspiel gegen Deutschland wegen eines Dopingvergehens annulliert wurde. Die jugoslawische Mannschaft wollte zunächst aus Protest abreisen, kehrte aber dann doch ins Turnier zurück, weil ihr sonst der Ausschluss von den Olympischen Spielen gedroht hätte. In der Gesamtwertung belegten die Jugoslawen den 13. Platz. Bei den Mittelmeerspielen 1975 siegten die Italiener vor den Jugoslawen. Ein Jahr später bei den Olympischen Spielen in Montreal belegten die Jugoslawen wie vier Jahre zuvor den fünften Platz. Bonačić erzielte noch einmal sechs Turniertore.